# Winglet
O winglet é um componente aerodinâmico posicionado na extremidade livre da asa de uma aeronave, que tem por função diminuir o arrasto induzido, relacionado ao vórtice de ponta de asa. Em geral, tem a forma de uma aba vertical ou inclinada.
A ponta da asa normalmente forma um vórtice, que transfere para a aeronave barulhos e trepidações, além da perda de sustentação na parte final da asa. Com o dispositivo winglet, esse problema é amenizado.
A redução do arrasto melhora a eficiência da aeronave, significando aumento da velocidade e economia de combustível. Atualmente, quase 100% das aeronaves de grande porte que saem de fábrica vem com winglets. Boeing 747 e Boeing 737 são exemplos de aviões com winglets (em algumas versões), do mesmo modo, todos os aviões comerciais da Airbus e da EMBRAER saem de fábrica com winglets (chamados na França de "Fence").

Efeito do vórtice num avião sem winglet (à esquerda) e com winglet (à direita).

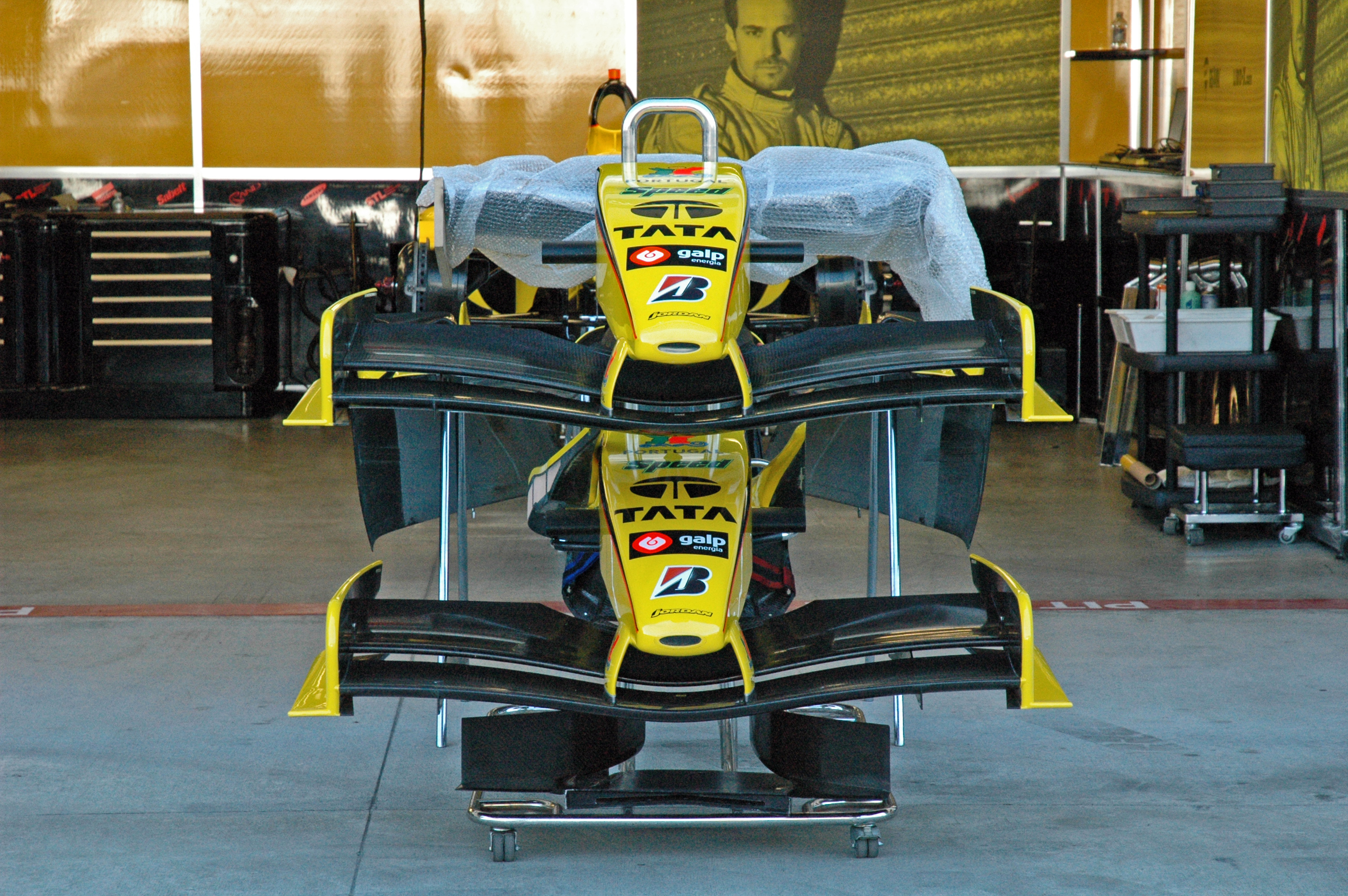
"Winglets" (na verdade, endplates) também são utilizadas em carros de competição (no caso da foto, um Fórmula 1), tanto na asa dianteira como na traseira.